# Ниязгулово (Зианчуринский район)
Ниязгулово (баш. Нияҙғол) — деревня в Зианчуринском районе Республики Башкортостан, входит в состав Абзановского сельсовета.

## Население
| 1939 | 1959 | 1970 | 1979 | 1989 | 2002 | 2009 |
| ---- | ---- | ---- | ---- | ---- | ---- | ---- |
| 195  | ↗215 | ↗219 | ↘175 | ↘148 | ↘144 | ↗151 |
| 2010 |      |      |      |      |      |      |
| ↘119 |      |      |      |      |      |      |

Согласно переписи 2002 года, преобладающая национальность — башкиры (95 %).

## Географическое положение
Расстояние до:
- районного центра (Исянгулово): 60 км,
- центра сельсовета (Абзаново): 5 км,
- ближайшей ж/д станции (Саракташ): 25 км.